# To. Day
To. Day – drugi minialbum południowokoreańskiej grupy Fromis 9, wydany 5 czerwca 2018 roku przez wytwórnię Stone Music. Płytę promowały singel „DKDK (두근두근)”. Album ukazał się w dwóch edycjach fizycznych: „D-1" i „D-Day".
Album został wydany w ośmioosobowym składzie, bez Jang Gyu-ri ze względu na jej udział w programie Produce 48.

## Lista utworów
| CD | CD                                      | CD | CD                                 | CD                                                       | CD      |
| Nr | Tytuł utworu                            | Tekst | Kompozycja                         | Aranżacja                                                | Długość |
| -- | --------------------------------------- | --- | ---------------------------------- | -------------------------------------------------------- | ------- |
| 1. | „Close To You” (kor. 다가가고 싶어)     | Lee Sae-rom, Song Ha-young, Park Ji-won, Roh Ji-sun, Lee Seo-yeon, Lee Chae-young, Lee Na-gyung, Baek Ji-heon | TAK                                | TAK                                                      | 2:05    |
| 2. | „Think of You” (kor. 너를 따라, 너에게) | TAK, ARRAN, 1Take                                                                                             | TAK, ARRAN, 1Take                  | TAK                                                      | 3:33    |
| 3. | „Pitapat (DKDK)” (kor. 두근두근)        | Baekgom, Bbaekkom, Song Ha-young, Park Ji-won, Lee Seo-yeon                                                   | Baekgom, Park Ki-tae (PRISMFILTER) | Baekgom, Anchor (PRISMFILTER), Park Ki-tae (PRISMFILTER) | 3:03    |
| 4. | „22Century Girl” (kor. 22세기 소녀)     | Darly | Wonderkid, Breadbeat, Shinkung     | Wonderkid, Breadbeat, Shinkung                           | 3:35    |
| 5. | „Clover”                                | Iggy, Youngbae                                                                                                | Iggy, Youngbae                     | Iggy, Youngbae                                           | 3:21    |
| 6. | „First Love”                            | Iggy, Youngbae                                                                                                | Iggy, Youngbae                     | Iggy, Youngbae                                           | 2:59    |

## Notowania
| Lista                     | Pozycja |
| ------------------------- | ------- |
| Circle Weekly Album Chart | 4       |

## Sprzedaż
| Kraj             | Sprzedaż |
| ---------------- | -------- |
| Korea Południowa | 20 480   |